# Bachata (musikgenre)
Bachata er en musikgenre i 4/4 takt med guitaren i front og med tilhørende dans fra Den Dominikanske Republik i Caribien, som tillige har en social dans af samme navn knyttet til musikken.
Bachata som musikgenre opstod i halvtredserne. Bachata var i sin tidlige fase en Bolero, inspireret fra den cubanske og de øvrige Caribiske landes Bolero'er.
Genren opstod i de fattige landdistrikterne og stilen var meget følelsesladet med tekster om ulykkelig kærlighed, sorg og længsel. Tempoet i musikken var tillige langsomt, som i Bolero'en.
Navnet Bachata blev hæftet på musikken og også dansen i 60'erne af overklassen som en negativ etikette for primitive sammenkomster med musik og dans. I 60'erne og 70'erne var musikken uofficielt forbudt at spille på de offentlige radiostationer, foranlediget af den indflydelsesrige overklasse, der betragtede musikken som vulgær og primitiv. På trods af dette voksede Bachata'en stødt i popularitet, blandt den fattigere del af befolkningen og der blev udgivet mange plader med mange forskellige Bachata-musikere, hvilket i 80'erne førte til at radiostationerne, så småt begyndte at ignorere det tidligere forbud og begyndte at spille Bachata hyppigere og hyppigere, som igen førte til at genren blev endnu mere populær, også udenfor landets grænser. 
Den første pladeindspilning med Bachata var af José Manuel Calderón i 1962 med numrene "Borracho de amor" og "Condena" og ligheden med traditionel Bolero er slående. Op gennem 70'erne, 80'erne og 90'erne ændrede genren karakter fra José Manuel Calderón tidlige langsomme Bolero-stil til den mere nutidige og væsentlig hurtigere karakteristiske Bachata-sound med elektrisk guitar. I dag er genren, via de unge og nye Bachata-musikere, især i USA, men også Spanien og Italien er godt med, også påvirket at genren R&B.
Bachata er i dag et verdensomspændende fænomen, som har et, aldersmæssigt, relativt bredt appeal og genren er stærkt voksende via mange nye og unge Bachata-musikere og bands.